# Baihe (Ankang)
Baihe (chinesisch 白河县, Pinyin Báihé Xiàn) ist ein Kreis der bezirksfreien Stadt Ankang im Süden der Provinz Shaanxi in der Volksrepublik China. Der Kreis Baihe hat eine Fläche von 1.441 km² und 162.774 Einwohner (Stand: Zensus 2020). Sein Hauptort ist die Großgemeinde Chengguan (城关镇).